# Hlińska Turnia
Hlińska Turnia (niem. Hlinskaturm słow. Hlinská veža, węg. Hlinszka-torony, 2341 m) – szczyt w Tatrach Wysokich, położony na terenie Słowacji. Wcześniejsze pomiary określały jego wysokość na 2330 m, 2334 m lub 2340 m. Hlińska Turnia znajduje się w bocznej grani tatrzańskiej odchodzącej od grani głównej w Cubrynie (Čubrina), nazywanej główną granią odnogi Krywania (Hlavná os hrebeňa Kriváňa). Hlińska Turnia jest szczytem zwornikowym, w jej wierzchołku odchodzi w kierunku południowo-wschodnim kolejna grań boczna zwana Granią Baszt (Hrebeň bášt). Dokładniej rzecz biorąc punkt zwornikowy znajduje się około 8 m na północ od wierzchołka, nie wznosi się więc nad Doliną Hlińską, ale ściana Hlińskiej Turni opada do tej doliny.
Hlińska Turnia sąsiaduje:
- w głównej grani odnogi Krywania ze Szczyrbskim Szczytem (Štrbský štít, 2382 m[2]), rozdziela je Młynicka Przełęcz (Mlynické sedlo), oraz z Koprową Turnią (Kôprovská veža), rozdziela je Hlińska Przełęcz (Hlinské sedlo)
- w Grani Baszt z Wielką Capią Turnią (Veľká capia veža), rozdziela je Basztowa Przełęcz (Baštové sedlo)[4].

Zbocza szczytu opadają w kierunku trzech dolin tatrzańskich: Mięguszowieckiej (Mengusovská dolina), Młynickiej (Mlynická dolina) i Hlińskiej (Hlinská dolina), od której pochodzi nazwa wierzchołka. Najwyższa i najbardziej stroma jest ściana północna opadająca do Doliny Hlińskiej. Ma wysokość około 300 m. Mniej stroma jest 250-metrowej wysokości ściana wschodnia opadająca do Dolinki Szataniej (odnoga Doliny Mięguszowieckiej). Ku południowemu zachodowi, do Doliny Młynickiej, opada zbocze, tylko w niektórych miejscach mające charakter ściany.
W dawnej polskiej literaturze Hlińska Turnia nazywana była Zadnią Basztą, obecna nazwa weszła do użycia w 1907 r.

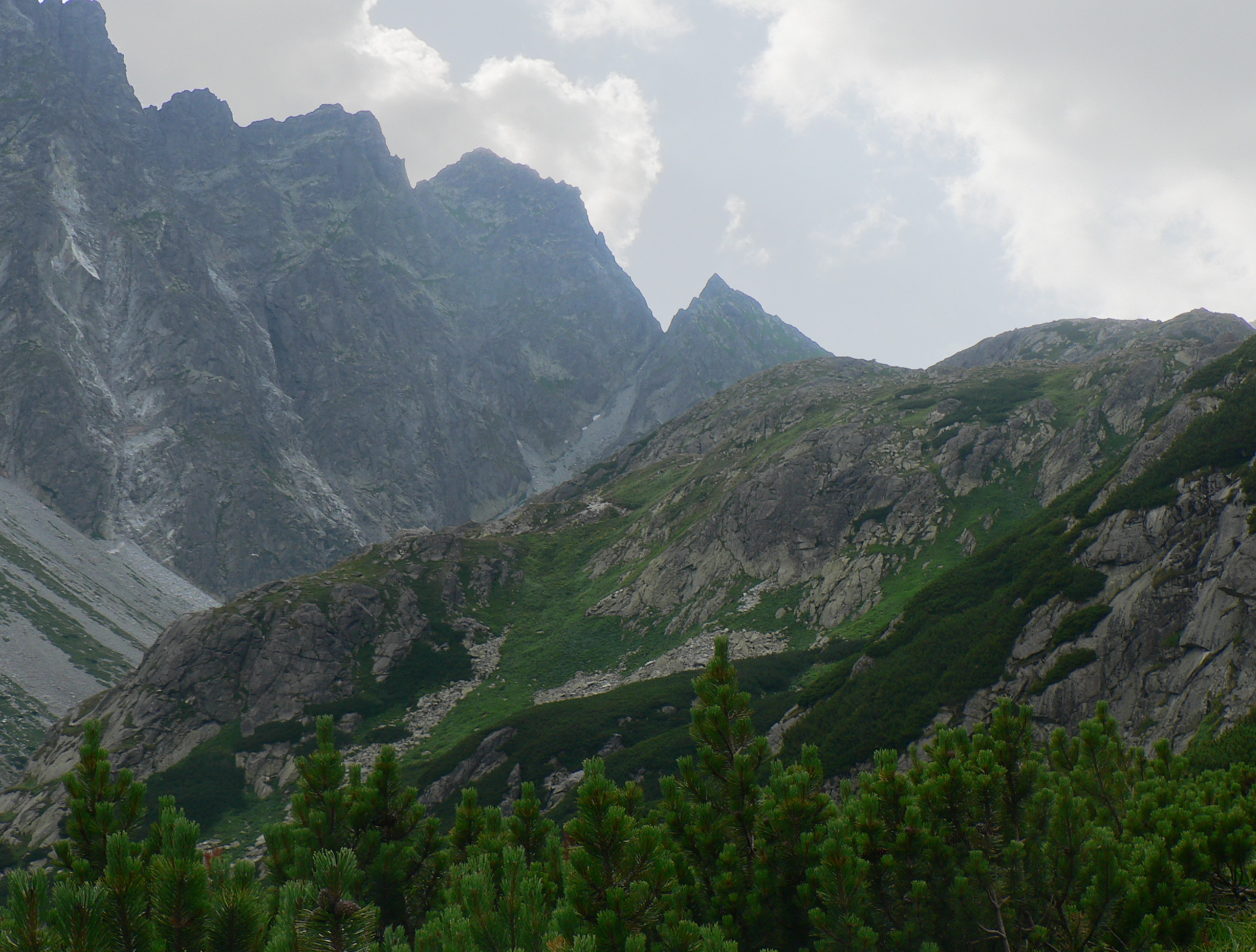
Od lewej: Capie Turnie, Hlińska Turnia, Mała Koprowa Turnia
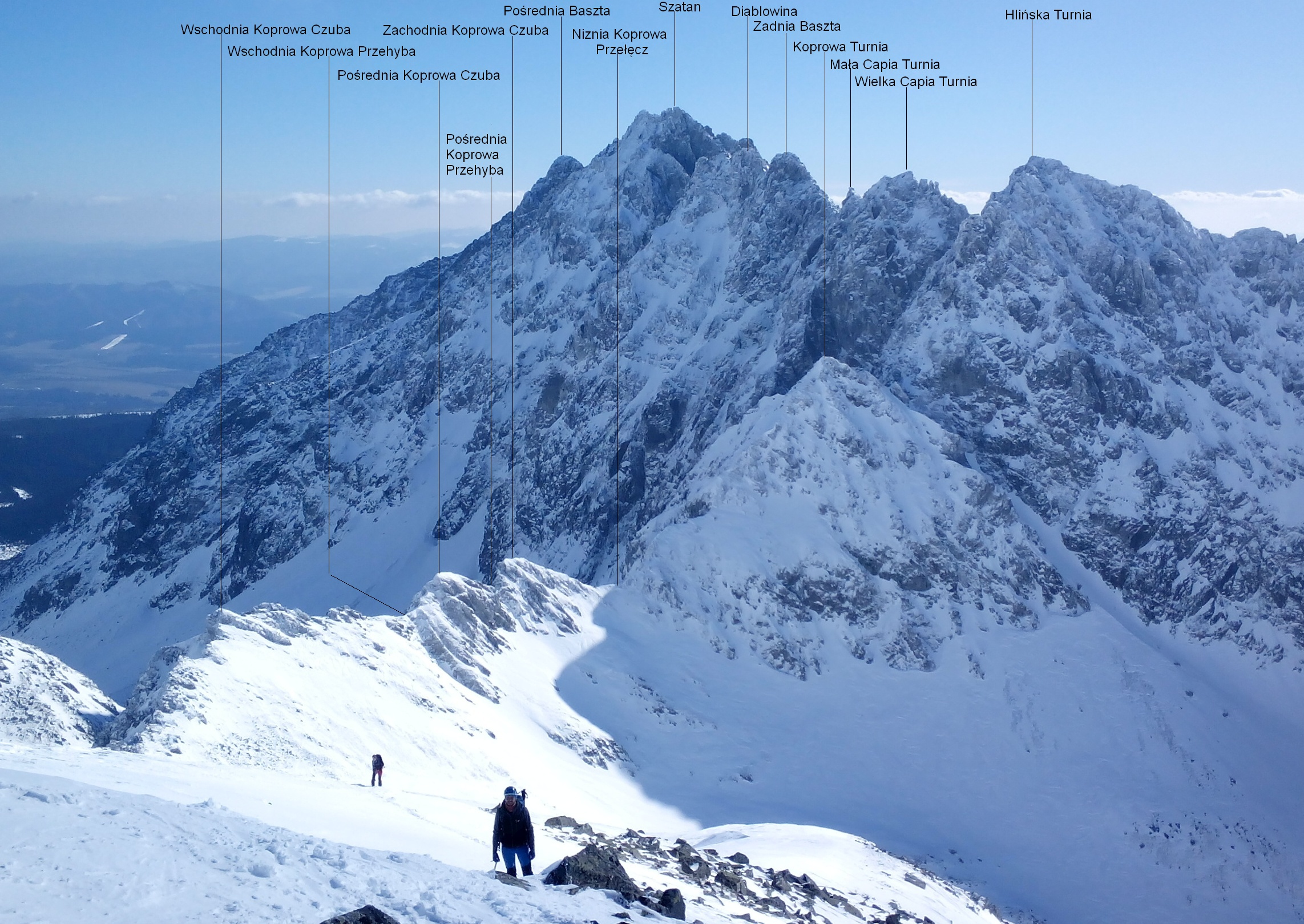
Widok z podejścia na Koprowy Wierch
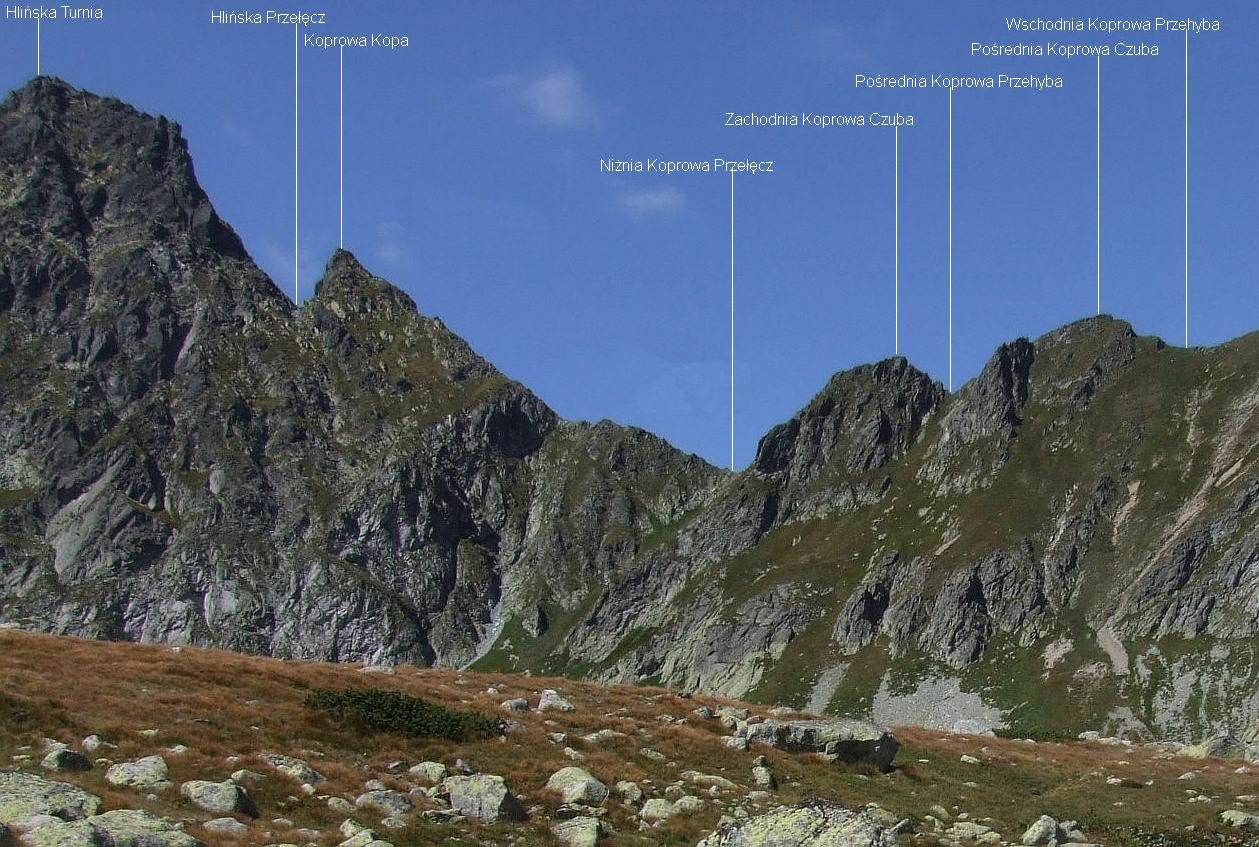
Widok z Doliny Hińczowej

## Taternictwo
Przez Hlińską Turnię nie prowadzą szlaki turystyczne, dostępna jest natomiast do uprawiania taternictwa.
Pierwsze odnotowane wejścia
- latem – Günter Oskar Dyhrenfurth, Hermann Rumpelt 13 czerwca 1907 r.
- zimą – Lajos Rokfalusy 5 stycznia 1913 r.[6]

Drogi wspinaczkowe
1. Z Hlińskiej Przełęczy, północno-wschodnią granią; II w skali tatrzańskiej, czas przejścia 1 godz.
2. Z Szataniej Dolinki, wschodnią ścianą; I, 1 godz. 30 min
3. Z Basztowej Przełęczy, południowo-wschodnią granią; I, 30 min
4. Z Doliny Młynickiej przez żleb Basztowej Przełęczy; 0, od wylotu żlebu 30 min
5. Trawers południowo-zachodniego zbocza Hlińskiej Turni; I, 30 min
6. Południowo-zachodnią ścianą, z Młynickiego Kotła; 0+, od Wyżnich Kozich Stawów 45 min
7. Z Młynickiej Przełęczy, zachodnią granią; 0+, 30 min
8. Północną ścianą przez dolne urwiska; w dolnej części III, w górnej I, 2 godz. 30 min
9. Północną ścianą, droga Machnika; V, 3 godz.
10. Północną ścianą, droga Komarnickiego; I, 1 godz.
11. Północną ścianą, droga Kulhavý-Romanovský; V, A0, 4 godz.
12. Lewą częścią północnej ściany; IV+, 4 godz[4].